# Contea di Pingshan
La contea di Pingshan (平山县S, Píngshān XiànP) è una contea della Cina, situata nella provincia di Hebei e amministrata dalla prefettura di Shijiazhuang.